# Cölestina Zeiler
Cölestina Zeiler (* 17. Juli 1690 in Sand in Taufers; † 16. Februar 1766 in Salzburg) war eine Benediktineräbtissin in Salzburg.

## Leben
Maria Magdalena Zeiler von Zeilheim wurde im Tauferer Tal in Südtirol als Tochter eines Vogts geboren und hatte zwei Tanten und eine ältere Schwester, die Äbtissinnen der Benediktinerinnenabtei Säben waren. Sie wurde im Kloster Säben erzogen und trat 1706 in die Benediktinerinnenabtei Nonnberg in Salzburg ein, wo sie den Ordensnamen Cölestina erhielt. 1708 legte sie die Profess ab und stieg im Kloster zur Ökonomin auf. Als solche wurde sie 1738 zur Äbtissin gewählt und blieb dies während 28 Jahren. Dank ihrer Tüchtigkeit und den von ihr durchgeführten Reformen stand das Kloster zu ihrer Zeit in hohem Ansehen. Sie starb im Alter von 75 Jahren.